# Wolfdietrich Fischer
Wolfdietrich Fischer (* 25. März 1928 in Nürnberg; † 27. Mai 2013 in Erlangen) war ein deutscher Arabist. Er war ab 1964 Lehrstuhlinhaber und Vorsteher des Seminars für Orientalische Philologie an der Universität Erlangen-Nürnberg.

## Leben
Nach dem Abitur am Melanchthon-Gymnasium Nürnberg 1947 studierte Fischer Semitische Philologie, Islamwissenschaft und Turkologie an den Universitäten in Erlangen und in München. Sein hauptsächlicher akademischer Lehrer war der Arabist Hans Wehr (1909–1981), bei dem er 1953 in Erlangen auch mit der Dissertation Die demonstrativen Bildungen der neurabischen Dialekte zum Dr. phil. promoviert wurde.
Danach hatte Fischer zwei wissenschaftliche Assistentenstellen inne: von 1954 bis 1957 beim Orientalisten Hellmut Ritter (1892–1971) in Frankfurt am Main und von 1957 bis 1963 bei seinem Doktorvater Hans Wehr in Münster. Dort habilitierte er sich 1963 in den Fächern Islamwissenschaft und Semitische Philologie mit der Habilitationsschrift Farb- und Formbezeichnungen in der Sprache der altarabischen Dichtung und begann im selben Jahr seine Tätigkeit als Privatdozent.
Im Jahr 1964 folgte er dem Ruf an den Lehrstuhl für Orientalische Philologie der Universität Erlangen-Nürnberg, den er bis zu seiner Emeritierung 1997 innehatte. Sein Forschungsschwerpunkt war die arabische Sprachwissenschaft und die Literatur des klassischen Arabisch sowie deren Rezeption im deutschsprachigen Raum.
Fischer war ab 1986 Vorsitzender der Rückert-Gesellschaft e. V. in Schweinfurt und ab 1993 Ehrenmitglied der Vereinigung der Freunde und Förderer des Instituts für Fremdsprachen und Auslandskunde bei der Universität Erlangen-Nürnberg e. V.
Wolfdietrich Fischer war ab 1961 verheiratet mit Margarete Fischer, geborener Kruse, hatte zwei Kinder und wohnte in Erlangen.

## Buchveröffentlichungen (Auswahl)
- Die demonstrativen Bildungen der neuarabischen Dialekte. 1960.
- Farb- und Formenbezeichnungen in der Sprache der altarabischen Dichtung. 1965.
- mit Otto Jastrow: Handbuch der Arabischen Dialekte. 1980.